# Юэн, Джин
Джин Юэн (англ. Jean Ewen; 24 декабря 1911 — 1987) — канадская медсестра, служившая в 1930-е годы в рядах Китайской Красной Армии.

## Биография
Уроженка Шотландии, дочь кузнеца Тома Юэна (позже сменил фамилию на МакЮэн) и сестры милосердия Изобель Тейлор, которая лечила людей от последствий эпидемии «испанки» 1918 года. Старшая из четырёх детей (братья Брюс и Джим и сестра Изобель). В 1911 году Джин эмигрировала со своей семьёй в Канаду, в Саскачеван; детство провела в деревне Харрис на ферме семьи Уилсонов, а позже в 1923 году переехала в Саскатун. Её отец узнал об идеях социализма и коммунизма от жены хозяина ранчо, а позже вступил в Коммунистическую партию Канады. Джин рано потеряла мать, с которой её отец после переезда вообще редко виделся. В школу пошла в 10 лет, училась в саскатунской школе Вестмаунт. Выразила своё желание стать медсестрой, чему изначально воспротивился отец, но всё же окончила католическую сестринскую школу Святого Иосифа в Виннипеге в 1931 году.
Из-за серьёзного экономического кризиса Джин долго не могла найти работу в Канаде, вследствие чего по предложению подруги вступила в организацию «Отцы-францисканцы». В декабре 1931 года был арестован отец Джин по обвинению в антигосударственной деятельности (по факту за свои коммунистические убеждения) и осуждён на пять лет тюрьмы. В марте 1933 года она приехала в Китай, где работала миссионером и врачом в составе организации «Отцы-францисканцы», изучила китайский язык. После краткого возвращения на родину в июне 1937 году Юэн сопровождала в Китай доктора Нормана Бетюна, который помогал китайским коммунистам, и работала его переводчицей и помощницей. Среди китайцев, которые по традиции с недоверием относились к иностранцам, она как врач пользовалась большим уважением. Позже спутницей Бетюна стала тогда другая медсестра, Кейтлин Холл.
При этом она старалась не смешивать политику и медицину, считая, что отец стремился не столько воспитать детей, сколько устроить революцию в Канаде. В своих мемуарах «Китайская медсестра 1932—1939» она описывала жуткие события, происходившие на фронте, и подробности того, как приходилось ей помогать солдатам на передовой и делать прямо там операции. Она занималась также обучением медсестёр, «босых врачей» и стремилась обеспечить полную санитарию в китайских войсках, за что была награждена «Серебряным щитом» от правительства Китайской Республики. После фактического завоевания Китая японцами Юэн уехала в Гонконг, который ещё был под контролем британцев, а оттуда выбралась в Канаду.
Её первым мужем был Джон Козар, друг её двух братьев, участвовавших в Гражданской войны в Испании на стороне республиканцев. В браке родились двое детей: Лора, названная в честь домработницы Лоры Джонсон, трудившейся в семье Юэнов (была зачата, когда Юэн находилась в Китае, и родилась после свадьбы Джин и Джона), и Том. В 1942 году Козар погиб в результате кораблекрушения, когда корабль, где он служил, шёл в составе Северного конвоя в Мурманск и был, по всей видимости, уничтожен немцами. Вторым мужем Джин стал Майк Кович в 1946 году (в браке родился сын Майкл). В 1981 году были опубликованы мемуары Джин Юэн, вышедшие под названием «Китайская медсестра» (англ. China Nurse) и «Канадская медсестра в Китае» (англ. Canadian Nurse in China).
Юэн скончалась от болезни почек. Останки её были кремированы, прах перезахоронен в 1988 году в Китае.